# Walter Jens
Walter Jens (* 8 de marzo de 1923 en Hamburgo; † 9 de junio de 2013 en Tubinga) fue un filólogo clásico, historiador de la literatura, escritor, crítico y traductor alemán. Fue catedrático de Retórica en la Universidad Eberhard Karls de Tubinga(1963-1988), presidente del PEN-Zentrum Deutschland (1976-1982 y 1988-1989) y presidente de la Academia de las Artes de Berlín (1989-1997).

## Vida

### Infancia y estudios

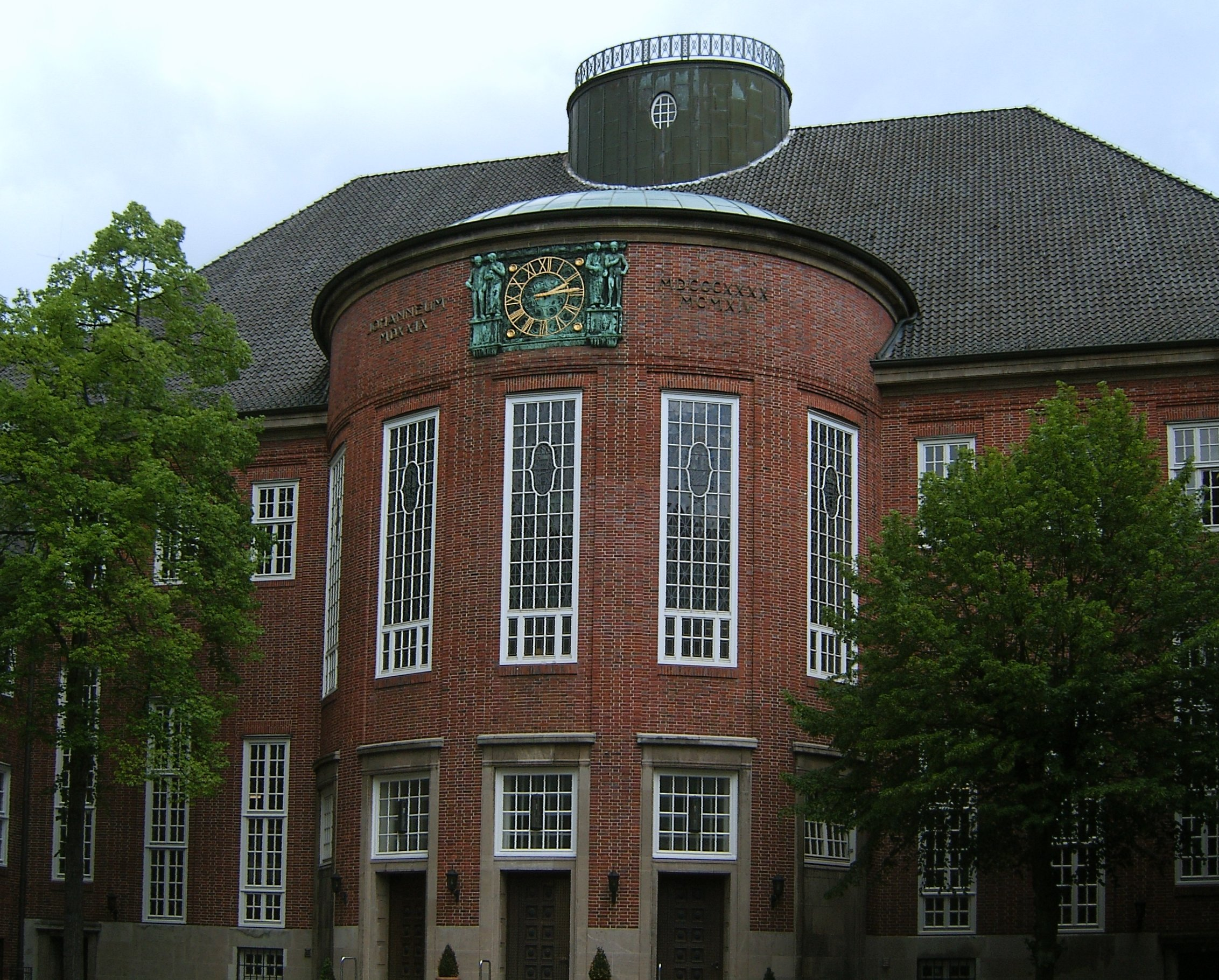
Escuela de Gelehrtenschule del Johanneum en Hamburgo (2006)

Walter Jens fue hijo de un director de banco y una profesora. A partir de 1929, asistió a la escuela primaria mixta en Breitenfelder Straße 35, en Hamburgo-Eppendorf, donde la mitad de sus compañeros de clase eran de religión judía. De 1933 hasta su graduación en 1941, fue alumno de la Gelehrtenschule des Johanneums en Hamburgo, donde se hizo amigo de Ralph Giordano. De 1941 a 1945, estudió Germanística y Filología Clásica, primero en su ciudad natal, Hamburgo, y a partir de abril de 1943 en Friburgo de Brisgovia. Sus maestros académicos incluyeron a Bruno Snell y Martin Heidegger. Debido a su grave asma, no fue llamado al servicio militar en la Wehrmacht. Durante el período del nacionalsocialismo, Jens fue miembro de la Juventud Hitleriana y de las camaraderías de la NS-Studentenbund. En Hamburgo, formó parte de la camaradería Hermann von Wissmann, y en Friburgo de la camaradería Friedrich Ludwig Jahn. El 20 de noviembre de 1942 solicitó su admisión en el NSDAP y fue aceptado retroactivamente a partir del 1 de septiembre de ese año (número de miembro 9.265.911).
Desde su juventud, Jens fue un entusiasta del fútbol. Asistía a los partidos del Eimsbütteler TV, un club de barrio de Hamburgo, y más tarde fue portero en un equipo de estudiantes en Friburgo.

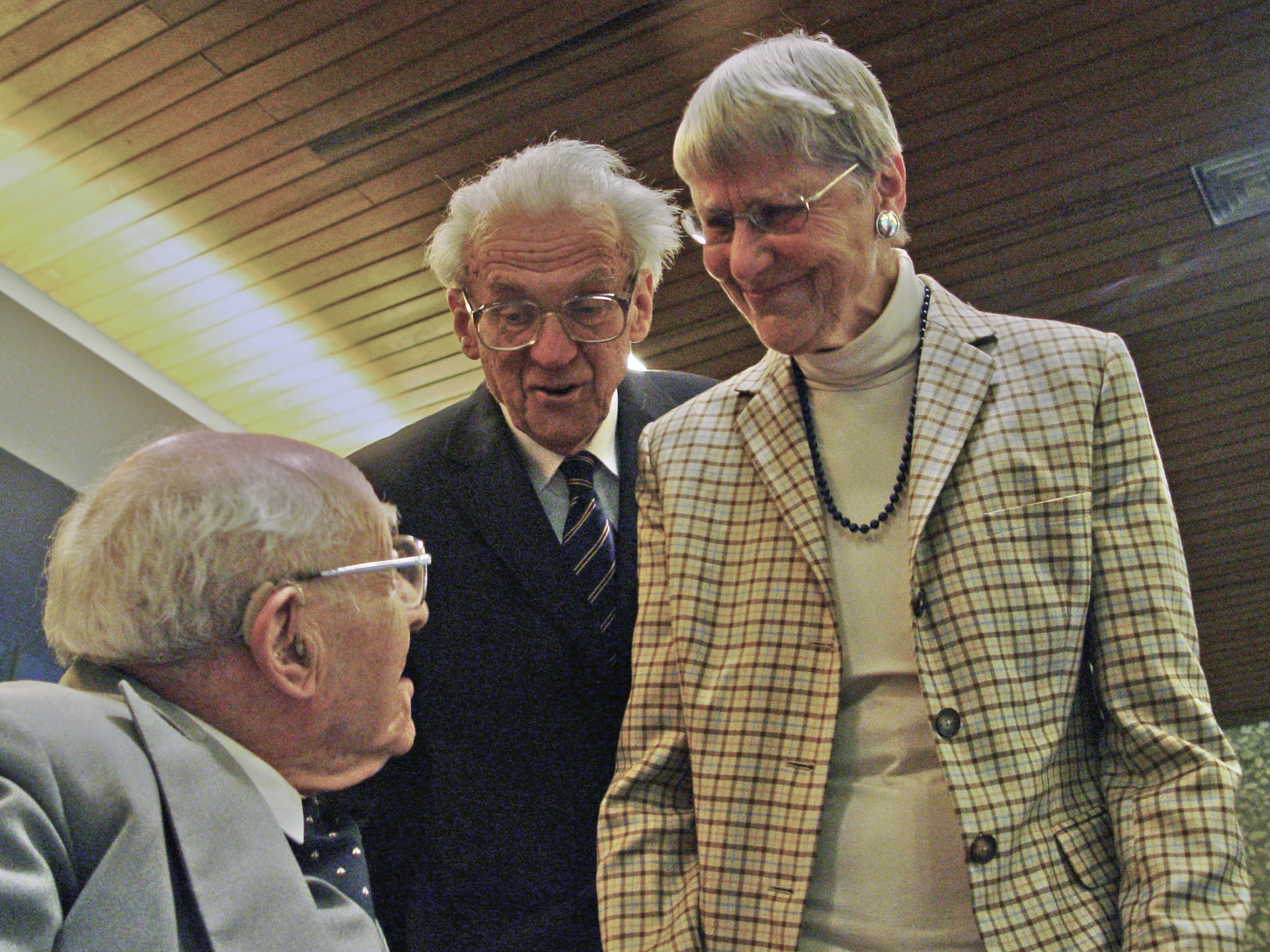
Walter Jens (centro) con su esposa Inge y Josef Tal (junio de 2004)

“¿Qué podría llegar a ser de un asmático que tuvo que pasar un cuarto de su tiempo escolar en sanatorios (y lo hizo con alegría: el Sanatorio Infantil Fundación Hermana Frieda Klimsch, en Königsfeld en la Selva Negra de Baden – un refugio donde me sentía seguro)? ¿Cómo podría sobresalir alguien que estaba perdido para la época heroica porque necesitaba altas dosis de Bronchovydrin y Alludrin para poder existir, y que al mismo tiempo estaba agradecido por su enfermedad porque lo salvó de marchar y nunca tuvo que empuñar un arma en su vida?”
Walter Jens

### Asistente y Grupo 47
El 8 de diciembre de 1944, Jens se doctoró en la Universidad de Friburgo bajo la dirección de Karl Bücher con una tesis sobre la tragedia sofoclea "en procedimiento abreviado". La defensa tuvo lugar en un refugio antiaéreo. De 1945 a 1949, trabajó como asistente científico en Hamburgo y Tubinga. Su primer texto literario, "Das weiße Taschentuch" (El pañuelo blanco), apareció en 1947 bajo el seudónimo Walter Freiburger. Jens se habilitó en 1949 a los 26 años con la tesis inédita "Tacitus und die Freiheit" (Tácito y la libertad) en la Universidad Eberhard Karls de Tubinga. Desde 1950, fue miembro del "Grupo 47"; en ese año, logró un gran éxito con la novela "Nein. Die Welt der Angeklagten" (No. El mundo de los acusados). El editor Ernst Rowohlt ya lo había contratado en 1948 para escribir una novela.

“Las condiciones eran favorables. 300 marcos del Reich al mes, además, lo más importante, 1000 hojas de papel gris con contenido de madera. Me puse a trabajar, tomé notas, bosquejé el esquema de la composición y escribí el libro en mayo de 1949, en solo tres semanas: 16 páginas por noche, con lápiz en el papel de Rowohlt; no tenía más tiempo disponible como habilitando.”
Walter Jens

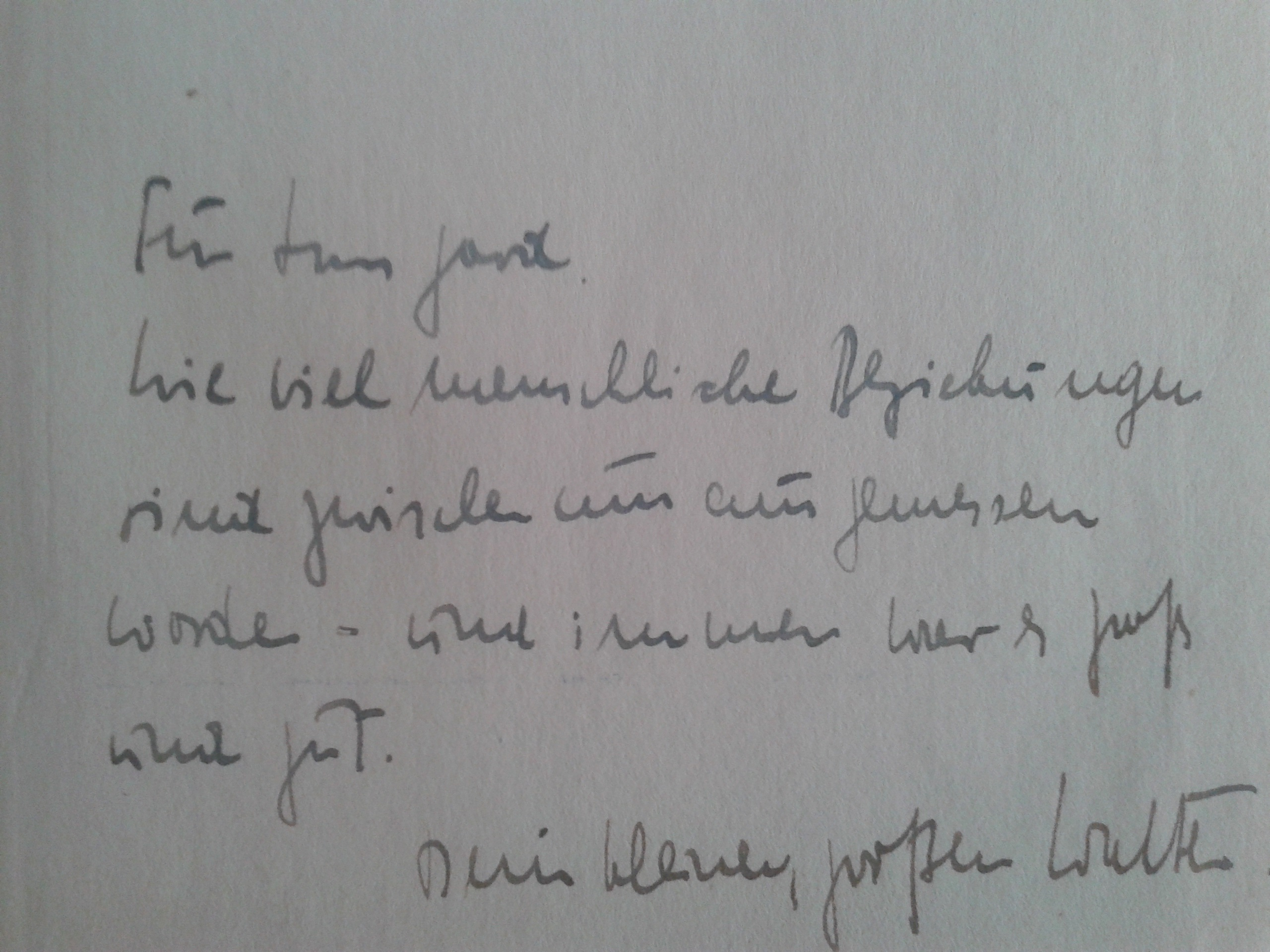
“Tu pequeño, gran Walter”. Dedicatoria manuscrita de Walter Jens, en: Walter Jens: No. El mundo de los acusados. Hamburgo 1950.

En esta novela, Jens protestó contra un modelo utópico de poder totalitario. El protagonista es Walter Sturm, un exdocente y literato que ama la obra de Franz Kafka por encima de todo. El juez supremo y gobernante del estado le declara que "en el mundo solo hay acusados, testigos y jueces". La novela surgió bajo la impresión del nacionalsocialismo y el estalinismo. La crítica se mostró entusiasta, y el libro fue dramatizado en Francia por Émile Favre, recibiendo el premio de los Amis de la liberté. En 1951, Walter Jens se casó con la filóloga Inge Puttfarcken (1927-2021). La pareja tuvo dos hijos, el periodista Tilman Jens (1954-2020) y el redactor de televisión Christoph Jens (* 1965).

### Profesor en Tubinga
Como filólogo clásico, Jens buscó demostrar la relevancia de los mitos de los dioses antiguos y de la historia divina del Nuevo Testamento para cuestiones actuales de verdad y paz, a través de traducciones de literatura griega y de la Biblia. En 1956, fue nombrado profesor extraordinario de Filología Clásica en la Universidad de Tubinga. En su relato "Das Testament des Odysseus" (El testamento de Odiseo) de 1957, reinterpretó la figura clásica. Odiseo se convierte en un antihéroe que entrega a su nieto Prasidas un informe de su vida. No es el valiente aventurero, sino un pacifista que detesta la masacre y trata por todos los medios de evitar la guerra de Troya, pero fracasa.

“Era una imagen de horror, Prasidas. La ciudad seguía ardiendo. Patrullas saqueadoras recorrían las casas – durante tres días podían hacer lo que quisieran; en la calle yacían niños con la boca abierta, aún abrazando pelotas, bloques y muñecas; de casas medio destruidas llegaban los gritos de los heridos.”
Walter Jens

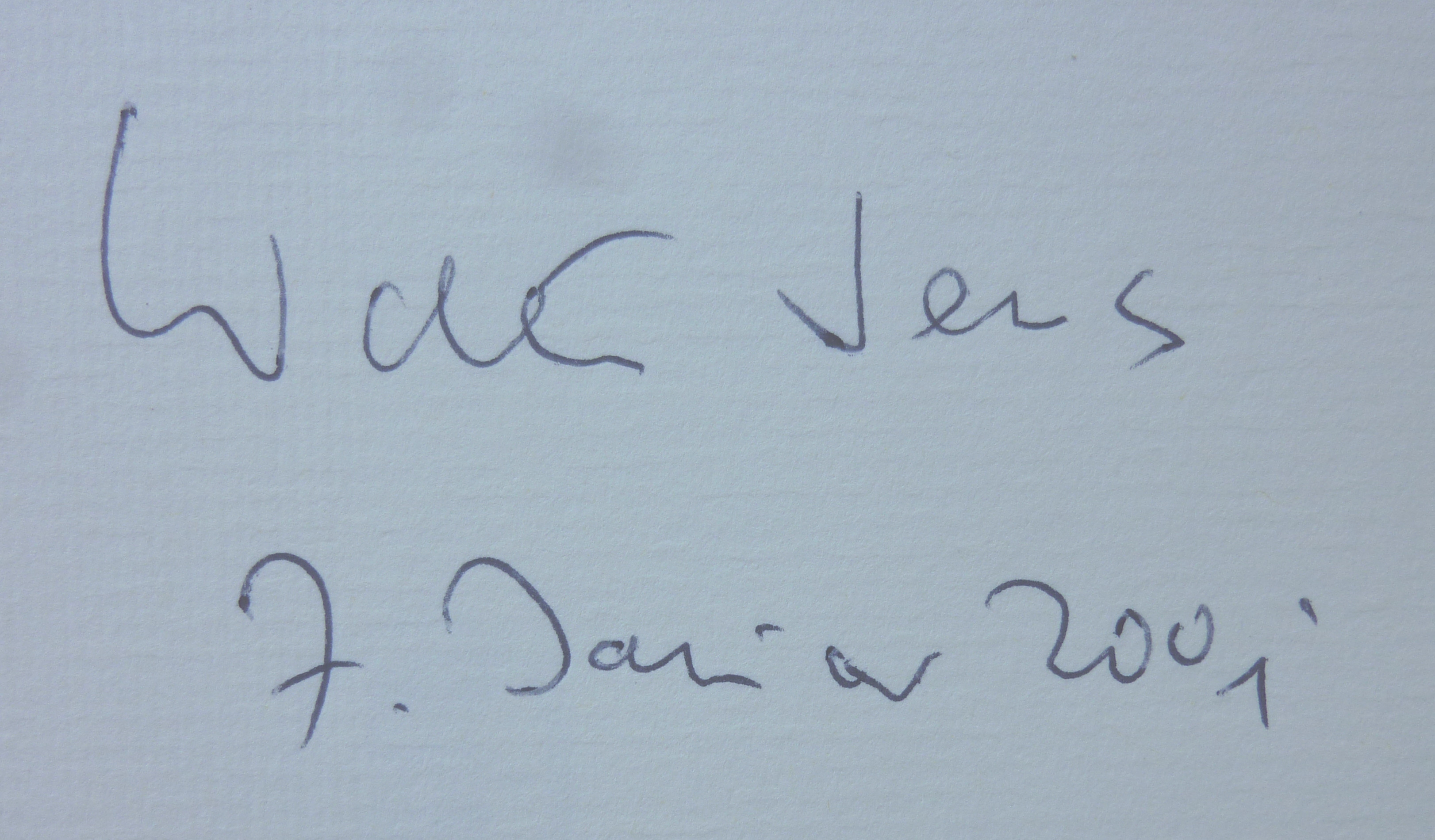
Autógrafo de Walter Jens del 7 de enero de 2001

Con el discurso "Plädoyer für das Positive in der modernen Literatur" (Alegato por lo positivo en la literatura moderna), Jens inauguró la Feria del Libro de Frankfurt en 1961. En 1962, se convirtió en miembro ordinario de la Academia Alemana de Lengua y Literatura. En la correspondencia ficticia "Herr Meister. Dialog über einen Roman" (Señor Maestro. Diálogo sobre una novela), Jens exploró la posibilidad de la producción poética: los protagonistas, un literato y un poeta, debaten sobre un proyecto de novela fallido. De 1963 a 1988, Jens ocupó la primera cátedra de Retórica General en Alemania, creada específicamente para él en la Universidad de Tubinga. También fue director del Seminario de Retórica General. Entre sus alumnos se contaron Wilfried Barner, Volker Jehle, Karl-Josef Kuschel y Gert Ueding, quien lo sucedió en la cátedra.

### Actividad pública
Bajo el seudónimo Momos, Jens escribió casi semanalmente críticas televisivas para el semanario "Die Zeit" de 1963 a 1985. Desde 1965, fue miembro de la Escuela Superior de Bellas Artes de Hamburgo. En el Grupo 47, se convirtió en un crítico temido durante las lecturas. Martin Walser describió en 1966 en su "Carta a un joven autor" de manera satírica su trato con los textos:

“[…] sobre todo lanzará lo que has leído al aire una y otra vez y lo seguirá en el aire con una escuadrilla de sustantivos fuertemente retumbantes, entrenados en vuelo en formación […] Asombrado y conmovido verás, ya lo sé ahora, cómo te trata con una precisión tempestuosa; pensarás en Kinski o en Demóstenes […]”
Martin Walser

En 1971, Jens fue nombrado miembro del senado fundador de la Universidad de Bremen. Se consideraba a sí mismo como "literato y protestante". Fue presidente del PEN-Zentrum de la República Federal de Alemania de 1976 a 1982 y nuevamente de 1988 a 1989, tras la muerte de Martin Gregor-Dellin. De 1989 a 1997, fue presidente de la Academia de las Artes de Berlín; logró la difícil unificación con la Academia del Este. Luego, fue su presidente honorario. De 1990 a 1995, también fue presidente de la Fundación Martin Niemöller.

### Cristiano y pacifista
En su última novela, "Der Fall Judas" (El caso Judas) de 1975, Jens trató un proceso ficticio de beatificación de Judas Iscariote en forma de estudio forense: "Sin Judas no habría cruz, sin la cruz no se cumpliría el plan de salvación. No habría iglesia sin este hombre; sin el traidor no habría tradición."Tradujo partes del Nuevo Testamento: los cuatro evangelios, la carta de Pablo a los Romanos y el Apocalipsis de Juan. Mantuvo una larga amistad con Hans Küng, así como con Ralph Giordano, a quien conocía desde su infancia en Hamburgo, y, con interrupciones, con Marcel Reich-Ranicki. Jens fue miembro de la iglesia evangélica.
Desde principios de los años 1980, se involucró en la resistencia del movimiento pacifista contra la decisión de doble vía de la OTAN y la instalación de misiles Pershing. Con Heinrich Böll y otros escritores y teólogos prominentes, participó a principios de septiembre de 1983 en el "bloqueo de prominentes" frente al depósito de misiles Pershing en Mutlangen. Durante la Guerra del Golfo, su esposa y él escondieron a soldados estadounidenses desertores en su casa. Jens fue miembro del consejo de la Unión Humanista. Entre enero de 1989 y abril de 2011, fue coeditor de la revista mensual "Blätter für deutsche und internationale Politik".

### Controversia sobre la membresía en el NSDAP
En 2003, una entrada en el "Germanistenlexikon" afirmando que Jens fue miembro del NSDAP causó un escándalo. Inicialmente, Jens negó públicamente la membresía. El Spiegel informó el 6 de diciembre de 2003 sobre la existencia de dos tarjetas de membresía en los archivos del NSDAP con su nombre.Jens declaró en una entrevista con el "Süddeutsche Zeitung" que "con gran certeza" no había sido miembro del NSDAP y que no recordaba haber solicitado la membresía. Podía ser que hubiera dicho la verdad sin saberlo. En una conversación con su hijo Tilman para el programa cultural "aspekte" de la ZDF el 12 de diciembre de 2003, Jens admitió errores en su relación con el nacionalsocialismo. Refiriéndose a un discurso sobre "literatura degenerada" que dio en 1942 como miembro de la NS-Studentenbund en Hamburgo, lamentó no haber enfatizado "de manera más decisiva, diferenciada e insistente" sus propios errores después de la guerra.

## Enfermedad y muerte
En los años 1980, Jens sufrió de depresión. Fue tratado por Hans Heimann, el catedrático de psiquiatría en Tübingen. 15 años después, Jens admitió públicamente su enfermedad el 15 de mayo de 2001 en el programa de entrevistas Boulevard Bio de la ARD. Junto con su esposa Inge, dio una entrevista sobre el tema a la revista especializada Psychotherapie im Dialog el 3 de agosto de 2001.

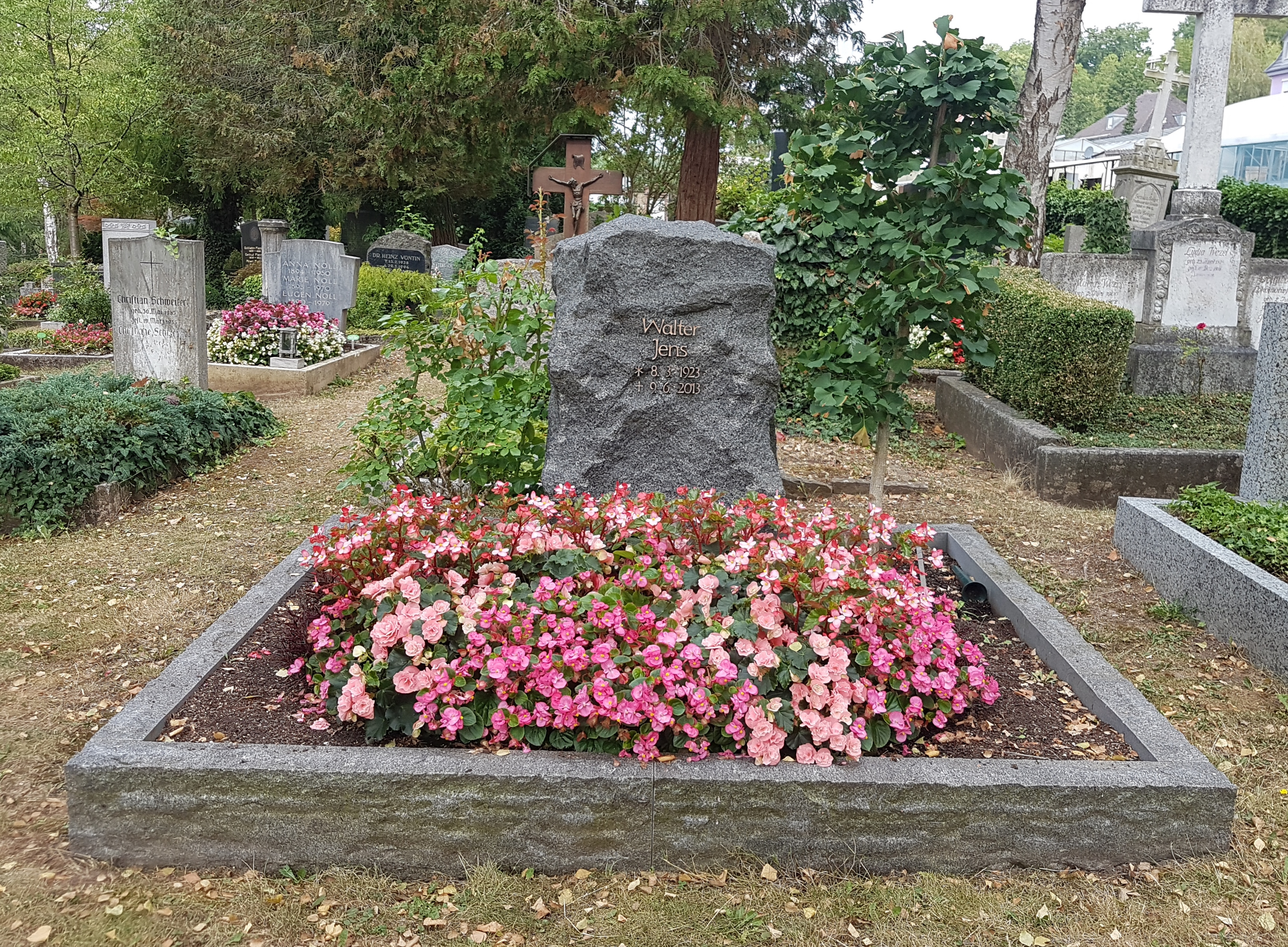
Tumba de Walter Jens en el cementerio de la ciudad de Tubinga

En 2004, la enfermedad de demencia de Jens se manifestó. Su hijo Tilman hizo pública la enfermedad en la sección de cultura de la FAZ, lo que desencadenó un debate en los medios de habla alemana. Posteriormente, Tilman Jens publicó los libros Demenz: Abschied von meinem Vater (Demencia: Despedida de mi padre) y Vatermord: Wider einen Generalverdacht (Parricidio: Contra una sospecha general). También la esposa de Jens, Inge, publicó sus experiencias con su marido enfermo de demencia. Walter Jens falleció a los 90 años el 9 de junio de 2013 en Tübingen.
Jens fue enterrado en una tumba de honor en el cementerio municipal de Tübingen (número de tumba O VIII 11/12). Justo al lado se encuentra la tumba de Hans Küng, quien vivió durante décadas como vecino de la familia Jens.
El 3 de diciembre de 2022, en el Landestheater Tübingen, se estrenó Vom Wert des Leberkäsweckles – Eine Erkundung zu Demenz und Gesellschaft (Sobre el valor del Leberkäsweckle - Una exploración sobre la demencia y la sociedad) de Jörn Klare, que trata sobre la vida de Jens y su enfermedad de demencia.

"¿Sería realmente una ganancia..., una ganancia para el hombre, si fuera inmortal, en lugar de -¡qué pronto!- perecer y tener que irse de repente? ¿Sería una ganancia para él: no estar en el tiempo, sino ser imperecedero como -quizás- una piedra o una estrella lejana? ¿No reside justamente en la transitoriedad, y sobre todo, en el conocimiento de ello, su incomparable fuerza distintiva?"
Walter Jens

## Membresías (asociaciones científicas/literarias)
- De 1961 a 1993, miembro de la Academia de las Artes, Berlín (Oeste), sección Literatura.
- De 1986 a 1990, miembro correspondiente de la Academia de las Artes, Berlín (Este), sección Literatura y Cuidado del Lenguaje.
- De 1990 a 1993, miembro ordinario de la Academia de las Artes, Berlín (Este), sección Literatura y Cuidado del Lenguaje.
- A partir de 1993, miembro de la Academia de las Artes, Berlín, sección Literatura.
- Miembro del PEN-Zentrum Deutschland, donde fue presidente honorario.

- Miembro de la Academia Alemana de la Lengua y la Poesía, Darmstadt, de la Academia Libre de las Artes, Hamburgo, y de la Academia Alemana de las Artes Escénicas, Frankfurt am Main.

## Premios
- 1951: Preis der Amis de la Liberté
- 1959: Deutscher Jugendliteraturpreis (Premio Alemán de Literatura Juvenil) para Ilias und Odyssee
- 1968: Lessing-Preis der Freien und Hansestadt Hamburg
- 1981: Premio Heinrich Heine de Düsseldorf
- 1982: Presidente honorario del PEN-Zentrum Deutschland
- 1983: Orden al Mérito de la República de Austria
- 1984: Mención especial en el Premio Adolf-Grimme
- 1984: Medalla de Arte y Ciencia de la Ciudad Libre y Hanseática de Hamburgo
- 1988: Alternativer Büchnerpreis; Theodor-Heuss-Preis junto con Inge Jens
- 1989: Hermann-Sinsheimer-Preis
- 1990: Österreichischer Staatspreis für Kulturpublizistik
- 1992: Österreichisches Ehrenzeichen für Wissenschaft und Kunst
- 1992: Cátedra de poesía de la Fundación de la Universidad Goethe de Frankfurt am Main
- 1997: Bruno Snell-Plakette por su destacada labor en ciencia y sociedad en la Universidad de Hamburgo
- 1997: Presidente honorario de la Academia de las Artes, Berlín
- 1998: Ernst-Reuter-Plakette
- 2002: Predigtpreis del Verlag für die Deutsche Wirtschaft
- 2003: Orden del Mérito de la República Federal de Alemania
- 2003: Corine junto con su esposa Inge Jens

- Doctorados honoris causa de la Universidad de Estocolmo, de la Universidad Friedrich-Schiller de Jena y de la Universidad de Hamburgo.

## Obras
- Das weiße Taschentuch (El pañuelo blanco) (Ilustración: Karl Staudinger). Hansischer Gildenverlag, Hamburgo 1947, DNB 452195780 (como Walter Freiburger; última edición de Faber & Faber, Berlín/Leipzig 1994, ISBN 3-928660-19-5).[47]
- Nein. Die Welt der Angeklagten (No. El mundo de los acusados). Roman. Rowohlt, Hamburgo/Stuttgart/Baden-Baden 1950, DNB 452195721 (última edición de Kranichsteiner Literatur, Darmstadt 1993, ISBN 3-929265-02-8).[48]
- Der Blinde (El ciego). Erzählung. Rowohlt, Hamburgo 1951, DNB 452195519 (última edición de Piper, Múnich/Zúrich 1976, ISBN 3-492-02191-3).[49]
- Vergessene Gesichter (Rostros olvidados). Roman. Rowohlt, Hamburgo 1952, DNB 452195551 (última edición de Droemer Knaur, Múnich 1985, ISBN 3-426-01255-3).3-426-01255-3[50]
- Der Mann, der nicht alt werden wollte (El hombre que no quería envejecer). Roman. Rowohlt, Hamburgo 1955, DNB 452195683 (última edición de Droemer Knaur, Múnich 1987, ISBN 3-426-01484-X).[51]
- Das Testament des Odysseus (El testamento de Odiseo). Neske, Pfullingen 1957, DNB 452195799 (última edición de Volk & Welt, Berlín Oriental 1984, DNB 840736231).[52]
- Ilias und Odyssee. Nacherzählt (Ilíada y Odisea. Relatado). O. Maier, Ravensburg 1958, DNB 452195616 (última, 16ª edición 1996, ISBN 3-473-35503-8).[53]
- Herr Meister. Dialog über einen Roman (Señor Maestro. Diálogo sobre una novela). Piper, Múnich 1963, DNB 452195705 (última edición de Droemer Knaur, Múnich 1987, ISBN 3-426-01484-X).[51]
- Die Verschwörung (La conspiración). Norstar, Grünwald 1969, DNB 457097000.[54]
- Der tödliche Schlag (El golpe mortal). Piper, Múnich 1974, ISBN 3-492-00411-3.[55]
- Der Fall Judas (El caso de Judas). Verlag Kreuz, Stuttgart 1975, ISBN 3-7831-0453-X (última edición del Ludwigsfelder Verlag 2006, ISBN 978-3-933022-39-4).[24]
- Der Ausbruch (La fuga). Libretto. Rotsch, Tübingen 1975, ISBN 3-87674-021-5.[56]
- Der Untergang. Nach den Troerinnen des Euripides (La caída. Según las troyanas de Eurípides). Kindler, Múnich 1982, ISBN 3-463-00845-9.[57]
- Die Friedensfrau. Nach der Lysistrate des Aristophanes (La mujer de la paz. Según la Lisístrata de Aristófanes). Kindler, Múnich 1986, ISBN 3-463-40044-8.[58]
- Der Teufel lebt nicht mehr, mein Herr! Erdachte Monologe, imaginäre Gespräche (¡El diablo ya no vive, señor mío! Monólogos imaginarios, conversaciones imaginarias). Radius-Verlag, Stuttgart 2001, ISBN 3-87173-216-8.[59]

- Hofmannsthal und die Griechen (Hofmannsthal y los griegos). Max Niemeyer, Tübingen 1955, DNB 452195608.[60]

- Statt einer Literaturgeschichte. Dichtung im zwanzigsten Jahrhundert (En lugar de una historia de la literatura. Poesía en el siglo XX). Neske, Pfullingen 1957, DNB 452195756 (última edición de Artemis & Winkler, Düsseldorf/Zúrich 2004, ISBN 3-491-69121-3).[61]

- Die Götter sind sterblich (Los dioses son mortales). Neske, Pfullingen 1959, DNB 452195586 (última edición de dtv, Múnich 1983, ISBN 3-423-10076-1).[62]
- Deutsche Literatur der Gegenwart. Themen, Stile, Tendenzen (Literatura alemana contemporánea. Temas, estilos, tendencias). Piper, Múnich 1961, DNB 452195632. – Edición adicional: dtv, Múnich 1964.[63]
- Zueignungen. 11 literarische Porträts (Dedicaciones. 11 retratos literarios). Piper, Múnich 1962, DNB 452195810.[64]
- Der barmherzige Samariter (El buen samaritano). Ed. Walter Jens. Kreuz, Stuttgart 1973, ISBN 3-7831-0413-0.[65]
- Fernsehen, Themen und Tabus. Momos 1963–1973 (Televisión, temas y tabús). Piper, Múnich 1973, ISBN 3-492-00351-6.[66]
- Republikanische Reden (Discursos republicanos). Kindler, Múnich 1976, ISBN 3-463-00677-4.[67]
- Eine deutsche Universität. 500 Jahre Tübinger Gelehrtenrepublik (Una universidad alemana. 500 años de la república de eruditos de Tübingen). Con Inge Jens. Kindler, Múnich 1977, ISBN 3-463-00709-6 (última edición de Rowohlt, Reinbek 2004, ISBN 3-499-61690-4).3-463-00709-6[68]
- Ort der Handlung ist Deutschland. Reden in erinnerungsfeindlicher Zeit (El lugar de la acción es Alemania. Discursos en tiempos que rechazan la memoria). Ed. Walter Jens. Kindler, Múnich 1981, ISBN 3-463-00813-0.[69]
- Frieden – Die Weihnachtsgeschichte in unserer Zeit (Paz – La historia de Navidad en nuestro tiempo). Ed. Walter Jens. Kreuz, Stuttgart 1981, ISBN 3-7831-0644-3.[70]
- Momos am Bildschirm. 1973–1983 (Momos en la pantalla). Piper, Múnich/Zúrich 1984, ISBN 3-492-00604-3.[71]
- Kanzel und Katheder. Reden (Púlpito y cátedra. Discursos). Kindler, Múnich 1984, ISBN 3-463-00886-6.[72]
- Dichtung und Religion. Pascal, Gryphius, Lessing, Hölderlin, Novalis, Kierkegaard, Dostojewski, Kafka (Poesía y religión. Pascal, Gryphius, Lessing, Hölderlin, Novalis, Kierkegaard, Dostoyevski, Kafka). Con Hans Küng. Kindler, Múnich 1985, ISBN 3-463-40028-6.[73]
- Deutsche Lebensläufe in Autobiographien und Briefen (Biografías alemanas en autobiografías y cartas). Con Hans Thiersch. Juventa-Verlag, Weinheim/Múnich 1987, ISBN 3-7799-0803-4.[74]
- Nationalliteratur und Weltliteratur, von Goethe aus gesehen (Literatura nacional y literatura mundial, desde la perspectiva de Goethe). Ensayo. Kindler, Múnich 1988, ISBN 3-463-40117-7.[75]
- Feldzüge eines Republikaners. Ein Lesebuch (Campañas de un republicano. Un libro de lectura). Deutscher Taschenbuch-Verlag, Múnich 1988, ISBN 3-423-10847-9.[76]
- Reden (Discursos). Kiepenheuer, Leipzig/Weimar 1989, ISBN 3-378-00318-9.[77]
- Juden und Christen in Deutschland. 3 Reden (Judíos y cristianos en Alemania. 3 discursos). Radius-Verlag, Stuttgart 1989, ISBN 3-87173-784-4.[78]
- Dichter und Staat. Über Geist und Macht in Deutschland; eine Disputation zwischen Walter Jens und Wolfgang Graf Vitzthum (Poetas y estado. Sobre el espíritu y el poder en Alemania; una disputa entre Walter Jens y Wolfgang Graf Vitzthum). Verlag Walter de Gruyter, Berlín/Nueva York 1991, ISBN 3-11-013207-9.[79]
- Einspruch. Reden gegen Vorurteile (Objeción. Discursos contra prejuicios). Kindler, Múnich 1992, ISBN 3-463-40200-9.[46]
- Mythen und Dichter. Modelle und Variationen; vier Diskurse (Mitos y poetas. Modelos y variaciones; cuatro discursos). Kindler, Múnich 1993, ISBN 3-463-40215-7.[80]
- Anwälte der Humanität. Thomas Mann, Hermann Hesse, Heinrich Böll (Abogados de la humanidad. Thomas Mann, Hermann Hesse, Heinrich Böll). Con Hans Küng. Piper, Múnich/Zúrich 1993, ISBN 3-492-11267-6.[81]
- Vergangenheit – gegenwärtig. Biographische Skizzen (Pasado – presente. Esbozos biográficos). Con Inge Jens. Radius-Verlag, Stuttgart 1994, ISBN 3-87173-011-4.[9]
- Menschenwürdig sterben. Ein Plädoyer für Selbstverantwortung (Morir con dignidad humana. Un alegato por la autogestión). Con Hans Küng. Piper, Múnich/Zúrich 1995, ISBN 3-492-03791-7. Publicado como alegato a favor de la eutanasia activa; la nueva edición de 2009 incluye un "Epílogo personal" donde Inge Jens describe su experiencia con la demencia de su esposo. Esta edición ampliada y actualizada se publicó como libro de bolsillo en 2010 (ISBN 978-3-492-25852-4).[82]
- Dialog mit Hans Küng (Diálogo con Hans Küng). Incluye la lección de despedida de Hans Küng. Piper, Múnich/Zúrich 1996, ISBN 3-492-03898-0.[83]
- Macht der Erinnerung. Betrachtungen eines deutschen Europäers (El poder del recuerdo. Reflexiones de un europeo alemán). Artemis und Winkler, Düsseldorf/Zúrich 1997, ISBN 3-538-07054-7.[84]
- Aus gegebenem Anlass: Texte einer Dienstzeit (Por la ocasión: textos de un período de servicio). Parthas, Berlín 1998, ISBN 3-932529-19-7.[85]
- Kindlers Neues Literatur-Lexikon (Nuevo diccionario de literatura de Kindler). Ed. Rudolf Radler. Editado por Walter Jens. Komet, Frechen 2001, ISBN 3-89836-214-0 (Edición bajo licencia de Kindler-Verlag, Múnich).[86]
- Pathos und Präzision. Acht Texte zur Theologie (Patetismo y precisión. Ocho textos sobre teología). Radius-Verlag, Stuttgart 2002, ISBN 3-87173-248-6.[87]
- Frau Thomas Mann. Das Leben der Katharina Pringsheim (La señora Thomas Mann. La vida de Katharina Pringsheim). Con Inge Jens. Rowohlt, Reinbek 2003, ISBN 3-498-03338-7.[88]
- Katias Mutter. Das außerordentliche Leben der Hedwig Pringsheim (La madre de Katia. La vida extraordinaria de Hedwig Pringsheim). Con Inge Jens. Rowohlt, Reinbek 2005, ISBN 3-498-03337-9.[89]
- Auf der Suche nach dem verlorenen Sohn. Die Südamerika-Reise der Hedwig Pringsheim 1907/08 (En busca del hijo perdido. El viaje de Hedwig Pringsheim a Sudamérica 1907/08). Con Inge Jens. Rowohlt, Reinbek 2006, ISBN 3-498-03337-9.[89]
- Unser Uhland. Tübinger Reden (Nuestro Uhland. Discursos de Tübingen). Con Hermann Bausinger. Klöpfer & Meyer, Tübingen 2013, ISBN 978-3-86351-062-6.[90]